# Valeria Straneo

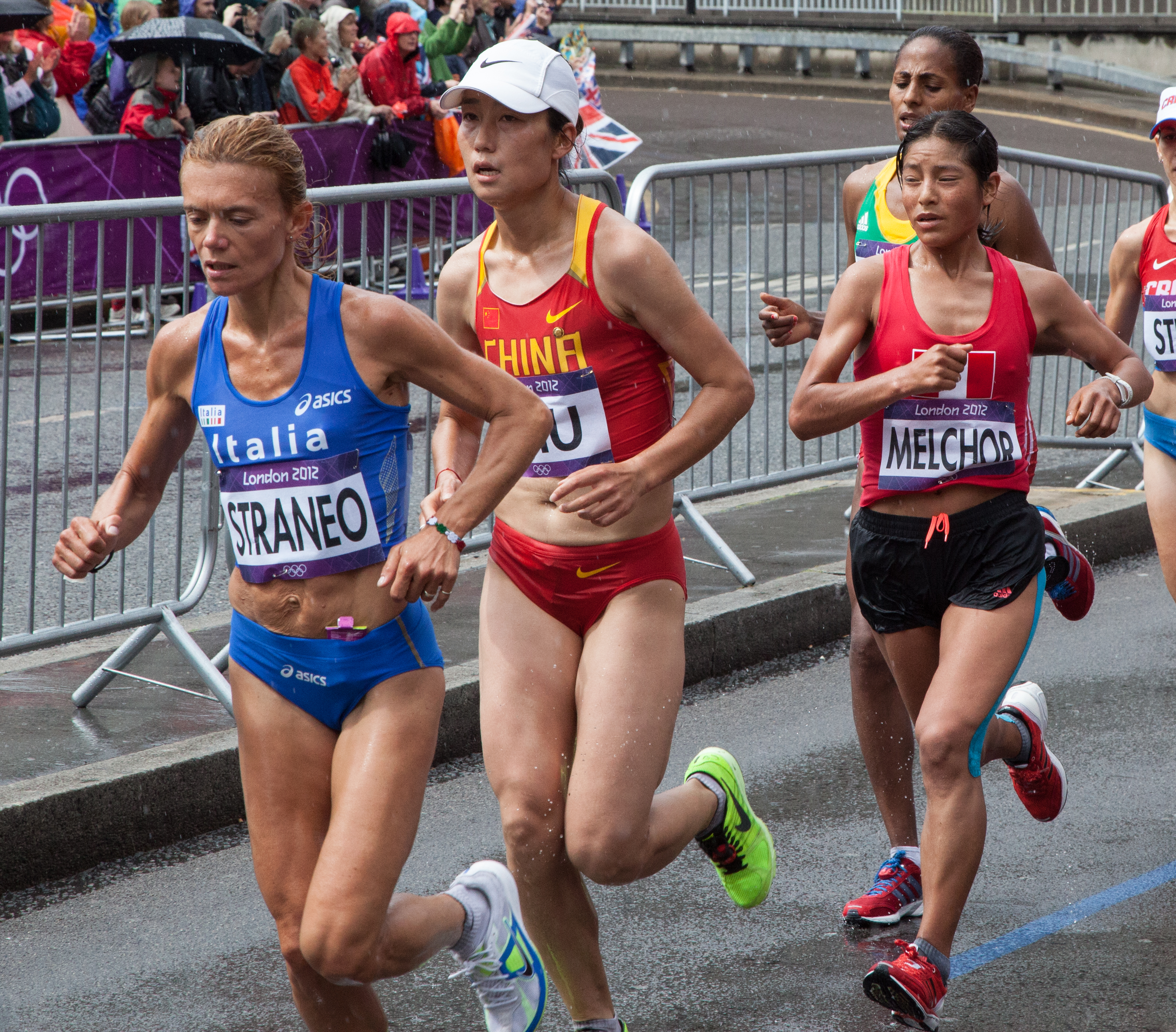
Valeria Straneo op kop tijdens de olympische marathon in 2012.

Valeria Straneo (Alessandria, 5 april 1976) is een Italiaanse atlete, die zich heeft toegelegd op de lange afstanden. Zij is Italiaans recordhoudster op de halve en de hele marathon. Op dit laatste onderdeel nam zij tweemaal deel aan de Olympische Spelen en bleef hierbij medailleloos.

## Carrière

### Pas op 35-jarige leeftijd in beeld
Het opvallende aan de loopbaan van Straneo is, dat die pas op gang kwam na de geboorte van haar twee kinderen, te weten Leonardo (geboren in 2006) en Arianna (geboren in 2007) en nadat in 2010 haar milt operatief was verwijderd. Ze was al 35 jaar oud, toen zij achtste werd op de marathon van Berlijn van 2011 en ze daarin een tijd neerzette van 2:26.33, voldoende om te worden uitgezonden naar de Olympische Spelen van 2012, ware het niet dat drie andere Italiaanse marathonloopsters, Anna Incerti, Rosaria Console en Nadia Ejjafini, haar met snellere tijden al voor waren geweest. Haar kans op deelname aan de olympische marathon leek dus verkeken.

### Olympische Spelen 2012
In 2012 nam Valeria Straneo echter deel aan de marathon van Rotterdam en bij die gelegenheid werd zij achter de ongenaakbare Ethiopische Tiki Gelana tweede in de Italiaanse recordtijd van 2:23.44. De Italiaanse atletiekbond kon toen niet langer om haar heen. Het kostte Nadia Ejjafini haar plek in de Italiaanse olympische ploeg. In Londen, waar Tiki Gelana olympische kampioene werd, finishte Straneo als beste Italiaanse op een achtste plaats in 2:25.27.
Haar deelname aan de Spelen in Londen was overigens voor Straneo niet haar debuut in het Italiaanse team. Een jaar eerder had zij haar land ook al vertegenwoordigd op de Europese kampioenschappen veldlopen in het Sloveense Velenje, waar zij als achtste was gefinisht.

### Dubbel zilver
In 2013 maakte Valeria Straneo opnieuw deel uit van de Italiaanse delegatie, die ditmaal was geselecteerd voor deelname aan de wereldkampioenschappen in Moskou. Al op de eerste dag van dit toernooi moest zij op de marathon voor vrouwen aan de bak en de Italiaanse maakte er een gedenkwaardige race van. Vrijwel vanaf het begin van de wedstrijd bepaalde zij het tempo en liep zij voortdurend aan kop. Pas na 40 kilometer had zij geen antwoord op de versnelling die regerend wereldkampioene Edna Kiplagat nog in huis bleek te hebben. Op de finish moest zij veertien seconden inleveren op de tijd van de Keniaanse, die voor het eerst in de geschiedenis een wereldtitel op de marathon prolongeerde. De tweede plaats voor de Italiaanse laatbloeier was echter een meer dan verdiend resultaat. Op de Europese kampioenschappen atletiek 2014 behaalde ze een zilveren medaille op de marathon. Met een tijd van 2:25.27 eindigde ze achter de Franse Christelle Daunay (goud; 2:25.14) en voor de Portugese Jéssica Augusto (brons; 2:25.41).
Op de Olympische Spelen van 2016 in Rio de Janeiro kwam ze uit op de marathon. Met een tijd van 2:29.44 eindigde ze op een dertiende plaats.

## Titels
- Middellandse Zeespelen kampioene halve marathon - 2013
- Italiaans kampioene 10 km - 2011, 2012
- Italiaans kampioene halve marathon – 2012

## Persoonlijke records
| Onderdeel      | Prestatie           | Datum             | Plaats    |
| -------------- | ------------------- | ----------------- | --------- |
| 10.000 m       | 32.15,87            | 3 juni 2012       | Bilbao    |
| 10 km          | 32.07               | 11 september 2011 | Lucca     |
| 15 km          | 48.24               | 26 februari 2012  | Ostia     |
| halve marathon | 1:07.46 (nat. rec.) | 26 februari 2012  | Ostia     |
| 25 km          | 1:25.13             | 15 april 2012     | Rotterdam |
| 30 km          | 1:42.30             | 15 april 2012     | Rotterdam |
| marathon       | 2:23.44 (nat. rec.) | 15 april 2012     | Rotterdam |

## Palmares

### 3000 m
- 2011:  Alessandria - 9.31,10

### 5000 m
- 2005:  Alessandria - 17.19,0
- 2008:  Alessandria - 17.44,24

### 10.000 m
- 2003: 4e Pinerolo - 36.52,3
- 2004: 4e Italiaanse kamp. in Carpi - 34.54,80
- 2005:  Novara - 35.04,0
- 2011:  Santhia - 33.54,14
- 2011:  Italiaanse kamp. in Turijn - 32.35,11
- 2013:  Italiaanse kamp. in Ancona - 32.30,56
- 2015:  Europacup in Cagliari - 32.32,41

### 10 km
- 2004:  Memorial Florio in Alba - 35.06
- 2004:  Tutta Dritta in Turijn - 34.35
- 2005:  Trofeo Mirabelli in Mandrogne -
- 2008: 5e Tutta Dritta in Turijn - 35.58
- 2009:  Tra Bric e Foss in Rivalta Bormida - 37.55
- 2009:  Stradolcetto in Ovado - 37.59,1
- 2010:  Stradolcetto in Ovada - 40.38
- 2011:  Tutta Dritta in Turijn - 33.34
- 2011:  Memorial Pompili in Alba - 33.15
- 2011:  Italiaanse kamp. in Lucca - 32.07
- 2011:  Ten Fox in Volpiano - 34.07
- 2011:  We Run Rome - 32.31
- 2012:  Chia Laguna - 36.22
- 2012:  Trofeo Citta di Telesia in Telese Terme - 32.24
- 2012:  Italiaanse kamp. in Modica - 34.40
- 2013:  Deejay Ten in Milaan - 33.02
- 2013:  We Run Rome - 33.14
- 2014:  Paris Centre in Parijs - 32.36
- 2015: 4e Great Ireland Run - 34.02

### 15 km
- 2008:  Attraverso i Colli Novesi in Novi Ligure - 59.11

### 10 Eng. mijl
- 2011:  Montello - 55.48

### halve marathon
- 2001:  halve marathon van Novi Ligure - 1:25.25
- 2001:  halve marathon van Marengo - 1:25.25
- 2002:  halve marathon van Alessandria - 1:19.36
- 2003:  halve marathon van Ceriale - 1:19.05
- 2003: 5e halve marathon van Turijn - 1:17.58
- 2003:  halve marathon van Marengo - 1:17.09
- 2003: 33e halve marathon van Arezzo - 1:25.47
- 2004:  halve marathon van Verona - 1:19.31,7
- 2004: 4e halve marathon van Milaan - 1:15.48
- 2004: 5e halve marathon van Turijn - 1:18.47
- 2004:  halve marathon van Volpiano - 1:15.40
- 2004:  halve marathon van Alessandria - 1:17.48
- 2005:  halve marathon van Alba - 1:17.03
- 2008: 5e halve marathon van San Remo - 1:17.25
- 2009:  halve marathon van Rivarolo Canavese - 1:20.09
- 2009:  halve marathon van Mandrogne - 1:24.53
- 2009:  halve marathon van Vercelli - 1:20.43
- 2009: 7e halve marathon van Ravenna - 1:15.03
- 2009:  halve marathon van Livigno - 1:28.32,6
- 2009:  halve marathon van Bologna - 1:14.07
- 2009:  halve marathon van Monza - 1:14.50
- 2009:  halve marathon van San Remo - 1:17.03
- 2010:  halve marathon van Casalbeltrame - 1:17.51
- 2010:  halve marathon van Biella - 1:21.48
- 2010:  halve marathon van Volpiano - 1:17.25
- 2010:  halve marathon van Castellazzo Bormida - 1:17.17
- 2010:  halve marathon van Busto Arsizio - 1:16.30
- 2010: 4e halve marathon van Castelnuovo del Garda - 1:19.06
- 2011:  halve marathon van Casalbeltrame - 1:16.22
- 2011:  halve marathon van Santa Margherita - 1:14.52
- 2011: 4e halve marathon van Verbania - 1:13.00
- 2011: 4e halve marathon van Milaan - 1:13.22
- 2011:  halve marathon van Vigone - 1:13.55
- 2011:  halve marathon van Bologna - 1:10.32
- 2011:  halve marathon van Cremona - 1:09.42
- 2011:  halve marathon van Castellazzo Bormida - 1:16.51
- 2012:  Italiaanse kamp. te Ostia – 1:07.46 (4e overall - nat. rec.)
- 2012:  halve marathon van Santa Margherita Ligure - 1:11.20
- 2012:  halve marathon van Milaan - 1:08.48
- 2012:  halve marathon van Volpiano - 1:12.22
- 2013:  halve marathon van Chia - 1:13.50
- 2013:  Middellandse Zeespelen te Mersin – 1:11.00
- 2013:  halve marathon van Portugal te Lissabon – 1:09.21
- 2014:  halve marathon van Santa Margherita Ligure - 1:12.14
- 2014:  halve marathon van Verona - 1:09.45
- 2014: 8e halve marathon van Kopenhagen - 1:08.55
- 2015:  halve marathon van Chia - 1:17.07

### 30 km
- 2013:  Cortina-Dobbiaco - 1:47.39
- 2014:  Cortina-Dobbiaco - 1:50.09

### marathon
- 2003:  marathon van Piacenza - 2:48.41
- 2003: 6e marathon van Reggio Emilia - 2:51.10
- 2009: 4e marathon van Carpi - 2:41.15
- 2011: 8e marathon van Berlijn – 2:26.33
- 2012:  marathon van Rotterdam - 2:23.44 (NR)
- 2012: 7e OS - 2:25.27
- 2012:  marathon van Turijn - 2:27.04
- 2013:  WK - 2:25.58
- 2013: 5e New York City Marathon - 2:28.22
- 2014:  EK - 2:25.27
- 2014: 8e New York City Marathon - 2:29.24
- 2016:  marathon van Würzburg - 2:39.50
- 2016: 13e OS - 2:29.44

### veldlopen
- 2011: 10e EK – 26.42